# آوچی (لتونی)
آوچی (به لاتین: Auči) یک روستا در لتونی است که در شهرداری اوزونیکی واقع شده‌است. آوچی کمتر از ۱۰۰ نفر جمعیت دارد.